# Julius von Pflugk
Julius von Pflugk (1499-1564) (* Eythra,  † Zeitz, 3 de Setembro de 1564) foi historiador e Bispo de Naumburg (1499-1564).

## Obras
- Christliche er, 1553
- Policey Ordenung: Des Stiffts Naumburgk, 1550
- Supplicatioñ vnnd Replica so der ... herr Julius Erwelter zum Bischoue zur Naumburgk für Churfürsten Fürsten vnd Stenden des heyligen Reichs auff jüngst gehalttenen Reichstagen zu Speyr vnd Nürmberg hat schrifftlichen einbringen vnnd offentlichen vorlesen lassen widder des ... Churfürsten zu Sachssen taetliche handlungen ...
- Es soll fuerohin alle Sontage so lange das jtzige angestelte Concilium weret im Stifft inn allen Pfarkirchen fur angangs der Predigt ausserhalb der andern gemeinen Gebet ein sondere vermanung auff der Cantzel dem Volck fuergelesen werden Wie volget, 1551
- WJewol wir vns getroestet die eingefallenen schweren leuffte solten sich numehr bey vns in deudscher Nation gemildert ... 1553